# Eddy Schuyer (goochelaar)
Elkan (Eddy) Schuijer (Amsterdam, 29 december 1913 – Spijkenisse, 4 november 1999) was een Nederlands goochelaar.
Schuyer was een zoon van Hartog Schuijer en Hessie de la Penha en groeide op in een gezin van zes kinderen. Zijn ouders en vier broers werden in de oorlog als Joden vermoord. Alleen Eddy en zijn gemengd gehuwde zus Hendrika Egberts-Schuijer overleefden de oorlog.
Thuis was het armoe troef en  na de Ambachtsschool doorlopen te hebben, waar hij het vak van instrumentmaker leerde, volgden vele baantjes. In militaire dienst bij de marine bleek zijn talent als goochelaar. Zijn optreden onder water op de Tentoonstelling Rotterdam Ahoy leverde hem bekendheid op.
Hij woonde lange tijd samen met zijn gezin in Zwitserland. In 1980 keerde hij terug naar Nederland. In 1994 ontving hij een gouden speld van de Nederlandse Magische Unie voor zijn verdiensten in de Nederlandse goochelkunst. Hij coachte Christian Farla bij zijn eerste Nederlandse Kampioenschap goochelen in 1993 en introduceerde hem in Duitsland tijdens het Magic Hands Congress in Duitsland.
Eddy Schuyer overleed eind 1999 na een kort ziekbed op bijna 86-jarige leeftijd in het ziekenhuis.